# Mỹ Lợi, Đồng Tháp
Mỹ Lợi là một xã thuộc tỉnh Đồng Tháp, Việt Nam.

## Địa lý
Xã Mỹ Lợi có vị trí địa lý:
- Phía đông giáp xã Mỹ Đức Tây.
- Phía đông bắc giáp xã Mỹ Thiện.
- Phía đông nam giáp xã An Hữu.
- Phía tây bắc giáp xã Thanh Mỹ.
- Phía tây nam giáp xã Thanh Hưng.

Xã Mỹ Lợi có diện tích 43,76 km², dân số năm 2025 là 33.781 người, mật độ dân số đạt 771 người/km².

## Lịch sử
Ngày 16 tháng 6 năm 2025, Ủy ban Thường vụ Quốc hội ban hành Nghị quyết số 1663/NQ-UBTVQH15 về việc sắp xếp các đơn vị hành chính cấp xã của tỉnh Đồng Tháp năm 2025. Theo đó, sắp xếp toàn bộ diện tích tự nhiên, quy mô dân số của các xã An Thái Đông, Mỹ Lợi A và Mỹ Lợi B thành xã mới có tên gọi là xã Mỹ Lợi.
Sau khi sáp nhập, xã Mỹ Lợi có 43,76 km² diện tích tự nhiên và dân số 33.781 người.